# Colegio de Abogados de Oviedo
El Ilustre Colegio de Abogados de Oviedo es una corporación profesional de derecho público que agrupa a los abogados, sean ejercientes o no, cuya principal actividad profesional se desarrolle en Asturias, a excepción de los partidos judiciales de Gijón y Villaviciosa, que cuentan con sus propios colegios. Entre sus funciones, según sus estatutos, destaca la ordenación de la actividad profesional de la abogacía, la organización y gestión de la asistencia jurídica gratuita como el turno de oficio o la asistencia letrada al detenido, promover la imagen de la abogacía así como evitar el intrusismo laboral. El Colegio fue fundado en 1775 en virtud de unas ordenanzas aprobadas por Real Cédula del Rey Carlos III en dicho año.
El Colegio se organiza internamente a través de una Junta de Gobierno, formada por un Decano, un Vicedecano o Diputado Primero, un Tesorero, un Bibliotecario-Contador, un Secretario y otros ocho Diputados. El actual decano es Antonio González-Busto Múgica.Cuenta además con una Asamblea Permanente, que es el órgano establecido por los Estatutos colegiales para llevar a cabo el control presupuestario de la corporación. Forma parte del Consejo General de la Abogacía Española que reúne a los Colegios de Abogados de toda España. La sede del Colegio se sitúa en un edificio en la calle Schultz 5, de Oviedo y cuenta con delegaciones en los juzgados de Avilés, Cangas de Onís-Piloña, Langreo, Mieres, Pola de Laviana, Pola de Lena, Pola de Siero, Pravia, Luarca, Castropol, Llanes, Cangas de Onís y Tineo.

## Historia
Desde la Edad Media hay referencias en la documentación a la existencia de los Defensores y Voceros ovetenses. En 1495 y 1499 se obtuvo Real Provisión de los Reyes Católicos para que no ejerciese la abogacía ni alegasen en derecho quienes no estuviesen examinados.
En 1718 la Real Audiencia de Asturias ordenó que los abogados en ejercicio presentasen títulos que acreditaran su formación, y así lo hicieron dos Doctores, cinco Licenciados y cinco Bachilleres. En 1772 los abogados de la Real Audiencia de Asturias redactaron uno estatutos con el fin de fundar el Colegio, que fueron aprobados por Real Cédula de Carlos III en 1775, y con filiación del de Madrid en 1777.
Los principales fundadores eran miembros del Claustro y Gremio de la Universidad de Oviedo, en cuya sala se reunieron los Colegiales y la Junta Directiva hasta el siglo XIX. En los primitivos estatutos se disponía, entre otras disposiciones, que los congregantes prestarán juramento de defender el dogma de la Concepción; celebrarán fiestas religiosas a los Santos Patronos; la entrada en el Colegio era previa información de ser «hijo legítimo o natural de padre conocido, no bastardo ni espurio», y ser también el pretendiente, su padre o abuelo «cristianos viejos, limpios de toda mala infección y que no tengan ni hayan tenido oficio ni ministerio vil, ni mecánico público». Además, los cargos u oficios eran el de Decano, Maestro de Ceremonias, Diputados y Secretario. Había abogados de pobres, para asistir a aquellas personas que carecían de recursos para pleitear.  En 1790 se creó un Montepío para las viudas y huérfanos de los abogados fallecidos.
En 1798 el número de abogados ya había ascendido a 138, y esto motivó reclamaciones para que en Oviedo se limitasen a doce; en los concejos poblados a dos, y a uno en los de escaso vecindario, conforme a las Ordenanzas de la Junta General del Principado de Asturias de 1781 (artículos 45 y 46 del Título II). Estas reclamaciones no prosperaron y en el siglo XIX el Colegio se vio afectado por todas las disposiciones que, principalmente desde 1838, se refieren al ejercicio de la Abogacía. La histórica Junta General del Principado de Asturias dictó también distintas disposiciones relativas al ejercicio de la abogacía en su ámbito territorial, como fue el caso de las Ordenanzas de 1781, 1795 o 1805.
En 1975 se habilitaron en el Palacio de Valdecarzana de Oviedo las dependencias del Colegio, hasta junio de 2005, cuando se trasladó a la nueva sede en el número 5 de la calle Schultz de Oviedo.

## Imagen corporativa
El primer sello del Colegio que se conserva es el que consta en el Libro de Acuerdos número 3 (1844-1845); en él ya aparecía la Cruz de la Victoria, mandada hacer por el rey Alfonso III en el año 908, que se conserva en la Cámara Santa de la Catedral de Oviedo, y que es símbolo también de la propia Asturias. 
En 2001 la Junta de Gobierno del Colegio acordó «Mantener como Escudo el de la medalla corporativa, de conformidad con la composición y el texto recogido en la propuesta de Evelio González Miguel y, como Sello, a fin de simplificarlo, el que se recoge en el interior de la bordadura de plata y circunscrito por ella».

## Servicios

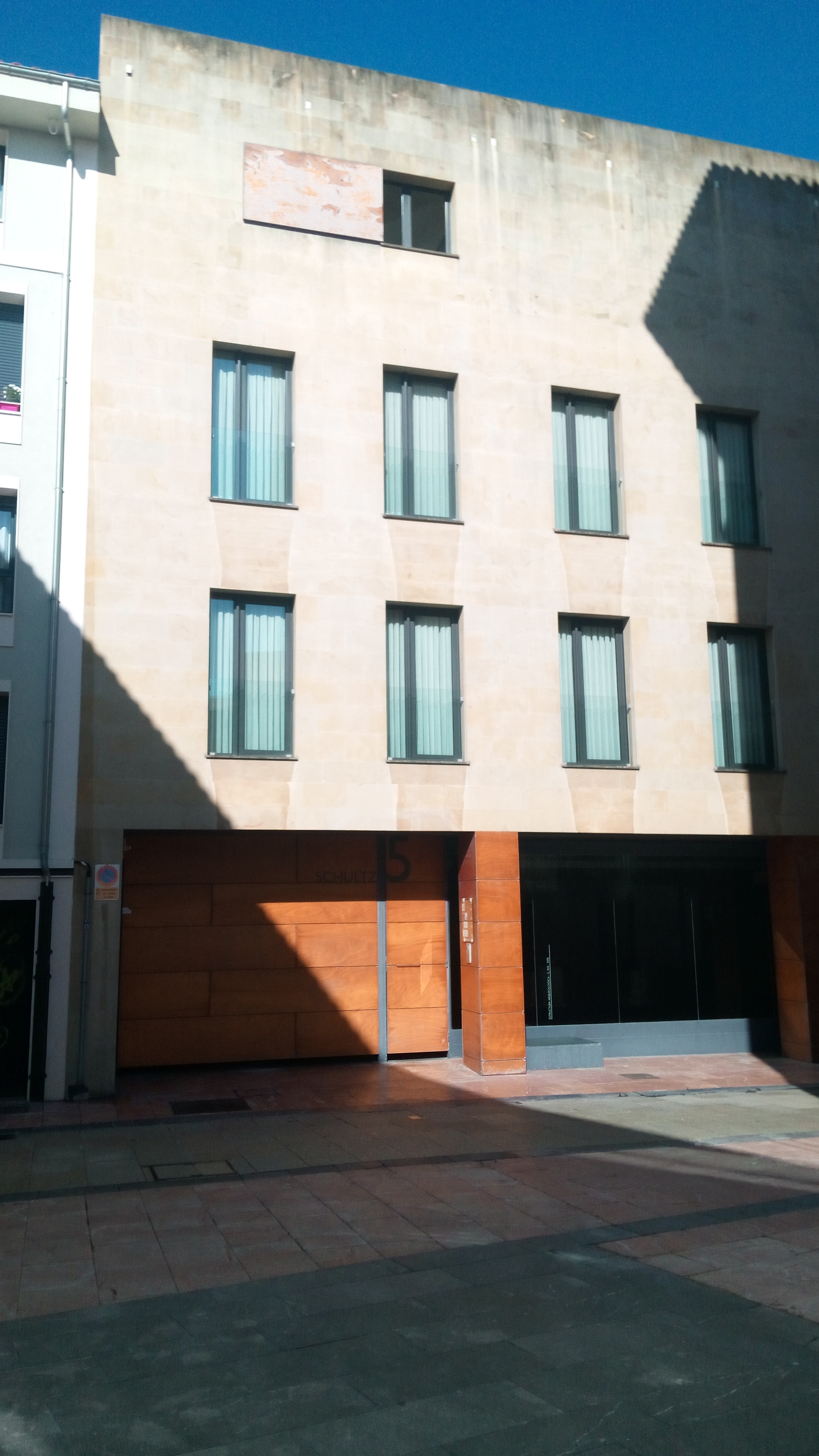
Biblioteca

El Colegio ofrece servicios a sus miembros, a la comunidad jurídica asturiana y a la ciudadanía, como por ejemplo a través de los servicios de asistencia letrada al detenido y el turno de oficio, sufragado por la Comunidad Autónoma del Principado de Asturias pero gestionado y organizado por la corporación. Los servicios al colegiado incluyen las siguientes áreas: Centro de Estudios, Administración, Biblioteca, Contabilidad, Deontología, Gabinete de comunicación, Informática, Servicio de Atención al Ciudadano y Turno de Oficio.

### Biblioteca
La biblioteca fue fundada el 6 de enero de 1848 y es una de las más antiguas de las de su clase en España. Durante la Revolución de Asturias de 1934 se perdió parte de su archivo, salvándose algunos libros que se exponen en la sala de lectura de la biblioteca. En 1947 se inició su reconstrucción gracias a las donaciones procedentes de distintas instituciones, y en 1956 se creó su catálogo.
La biblioteca se reorganizó en 1963 de la mano del colegiado Antón Conde, aprobándose su Reglamento el 24 de enero de 1964. Su sede era el Palacio de Camposagrado. En 1975 se trasladó al Palacio de Valdecárcena, donde permaneció hasta junio de 2005, fecha en la que el Colegio se trasladó a la nueva sede en el número 5 de la calle Schultz.

## Lista de decanos
| Nombre                                          | Mandato               | Notas               |
| ----------------------------------------------- | --------------------- | ------------------- |
| Antonio Fernández de la Llana                   | 1777-1778             |                     |
| Fernando Álvarez del Manzano y Miranda de Grado | 1827-1828             |                     |
| Alejandro de Mon y Menéndez                     | 1838                  | Honorario           |
| Benito Casielles Meana                          | 1842-1843             |                     |
| Francisco Díaz Ordóñez y Suárez Miranda         | 1852                  |                     |
| Víctor Díaz Ordóñez y Suárez Miranda            | 1857                  |                     |
| Domingo Caneja y Bulnes                         | 1858                  |                     |
| Hipólito Álvarez Borbolla                       | 1859                  |                     |
| Pedro González Valdés                           | 1860                  |                     |
| Aquilino Suárez Bárcena                         | 1862                  |                     |
| Ramón Díaz de Laspra                            | 1864                  |                     |
| Manuel Pedregal y Cañedo                        | 1865                  |                     |
| Indalecio Corujedo                              | 1871                  |                     |
| Felipe Rivero                                   | 1874                  |                     |
| Mariano Laspra                                  | 1877                  |                     |
| Marcelino Pedregal                              | 1879                  |                     |
| Adolfo Álvarez Buylla                           | 1887-88-89            |                     |
| Gerardo de Berjano y Escobar                    | 1891-92               |                     |
| Manuel Acebal Garrido                           | 1893                  |                     |
| Melquiades Álvarez González                     | 1894                  |                     |
| Eduardo Serrano y Branat                        | 1898-1902             |                     |
| Ramón Prieto Pazos                              | 1902-1906             |                     |
| Juan Fernández de la Llana                      | 1906-1910             |                     |
| Pedro Rodríguez Arango                          | 1910-1914-1918        |                     |
| Gerardo Álvarez Uría                            | 1918-1922             |                     |
| Ramón González López                            | 1930-1932             |                     |
| José María Moutas Merás                         | 1932-1939             |                     |
| José Cuesta Fernández                           | 1940-1950             |                     |
| Tomás Álvarez- Buylla y López Villamil          | 1951-52 y 1957-62     |                     |
| Alfonso Muñoz de Diego                          | 1952                  |                     |
| Antonio Fernández Rañada                        | 1962                  |                     |
| Eusebio González Abascal                        | 1967-72-77            |                     |
| Carlos Botas García-Barbón                      | 1978-1983             |                     |
| José Escotet Cerra                              | 1983-1988             |                     |
| Justo de Diego Martínez                         | 1988-1989 y 1998-2002 |                     |
| Luis Varela Menéndez                            | 1990-1992 y 1993-1997 |                     |
| Manuel Herrero Zumalacárregui                   | 2003-2005             |                     |
| Pedro Hontañón Hontañón                         | 2005-2007             |                     |
| Enrique Valdés Joglar                           | 2007-2015             | Reelegido dos veces |
| Ignacio Cuesta Areces                           | 2015-2019             |                     |
| Luis Carlos Albo Aguirre                        | 2019-2023             |                     |
| Antonio González-Busto Múgica                   | 2023-                 |                     |